# J. C. Khoury
J. C. Khoury, pseudonimo di John-Christopher Khoury (New York, 1977), è un regista, sceneggiatore, montatore e produttore cinematografico statunitense che ha vinto numerosi riconoscimenti per i suoi lavori cinematografici, televisivi e pubblicitari.

## Biografia
Dopo la laurea alla Columbia University, Khoury si iscrive al prestigioso programma di laurea all'Università di New York dove ha avuto insegnanti del calibro di Spike Lee. Il suo cortometraggio Michael Bell (2001) è stato premiato allo Slamdance Film Festival e ha vinto il prestigioso Anarchy Award. Lo StudioNext ha commissionato una serie web scritta, prodotta e diretta da Khoury basata sul personaggio del film.
Il cortometraggio di Khoury Model Chaser (2002) ha vinto il Premio Internazionale del Film Festival a Hamptons.
Nel 2005 ha realizzato il montaggio del documentario The Outsider  sul regista James Toback.
Alcuni suoi lavori per la pubblicità fanno parte della collezione permanente del MoMA. Ha realizzato pubblicità per Avaya, Mountain Dew, T-Mobile, Comcast, Cablevision, Time Warner Cable, Swiffer, Cotone, First Interstate Bank, Western & Southern Financial Group e The Washington Post.
Nel 2011 ha prodotto e diretto il suo primo lungometraggio, The Pill - La pillola del giorno dopo.
Il suo secondo lungometraggio, All Relative (2014), è stato premiato al Woodstock e all'Austin Film Festivals.
È stato il produttore esecutivo del film Return To Sender (2015).

## Filmografia

### Regista
- Michael Bell - cortometraggio (2001)
- Model Chaser - cortometraggio (2002)
- The Pill - La pillola del giorno dopo (2011)
- All Relative (2014)